# Тонон-ле-Бен (округ)
Округ Тонон-ле-Бен (фр. Arrondissement de Thonon-les-Bains) — округ у Франції, в департаменті Верхня Савоя. 2023 року округ об'єднував 68 муніципалітетів, населення становило 153 752 особи.
Адміністративний центр (супрефектура) — Тонон-ле-Бен.

## Муніципалітети
Список муніципалітетів округу та їхні коди INSEE:
1. Абер-Люллен (74139)
2. Абер-Пош (74140)
3. Абонданс (74001)
4. Алленж (74005)
5. Анті-сюр-Леман (74013)
6. Армуа (74020)
7. Баллезон (74025)
8. Бельво (74032)
9. Берне (74033)
10. Боеж (74037)
11. Божев (74038)
12. Бон-ан-Шабле (74043)
13. Боннво (74041)
14. Брантонн (74048)
15. Бюрдіньєн (74050)
16. Ваї (74287)
17. Вашересс (74286)
18. Вежі-Фонснекс (74293)
19. Вензьє (74308)
20. Віллар (74301)
21. Драян (74106)
22. Дувен (74105)
23. Евіан-ле-Бен (74119)
24. Ексеневе (74121)
25. Ессер-Роман (74114)
26. Івуар (74315)
27. Ла-Бом (74030)
28. Ла-Верн (74295)
29. Ла-Форкль (74129)
30. Ла-Шапель-д'Абонданс (74058)
31. Ларренж (74146)
32. Ле-Бйо (74034)
33. Ліо (74157)
34. Луазен (74150)
35. Люгрен (74154)
36. Люллен (74155)
37. Люллі (74156)
38. Максії-сюр-Леман (74172)
39. Марен (74166)
40. Маржансель (74163)
41. Массонжі (74171)
42. Меєрі (74175)
43. Мессері (74180)
44. Монрйон (74188)
45. Морзін (74191)
46. Невсель (74200)
47. Нерньє (74199)
48. Новель (74203)
49. Орсьє (74206)
50. Перриньє (74210)
51. Пюбльє (74218)
52. Рейвро (74222)
53. Саксель (74261)
54. Сейтру (74271)
55. Сен-Жан-д'Оль (74238)
56. Сен-Женгольф (74237)
57. Сен-Поль-ан-Шабле (74249)
58. Сент-Андре-де-Боеж (74226)
59. Серван (74053)
60. Сьє (74263)
61. Толлон-ле-Меміз (74279)
62. Тонон-ле-Бен (74281)
63. Фессі (74126)
64. Фетерн (74127)
65. Шампанж (74057)
66. Шан-сюр-Леман (74070)
67. Шатель (74063)
68. Шевено (74073)